# Semana Cervantina

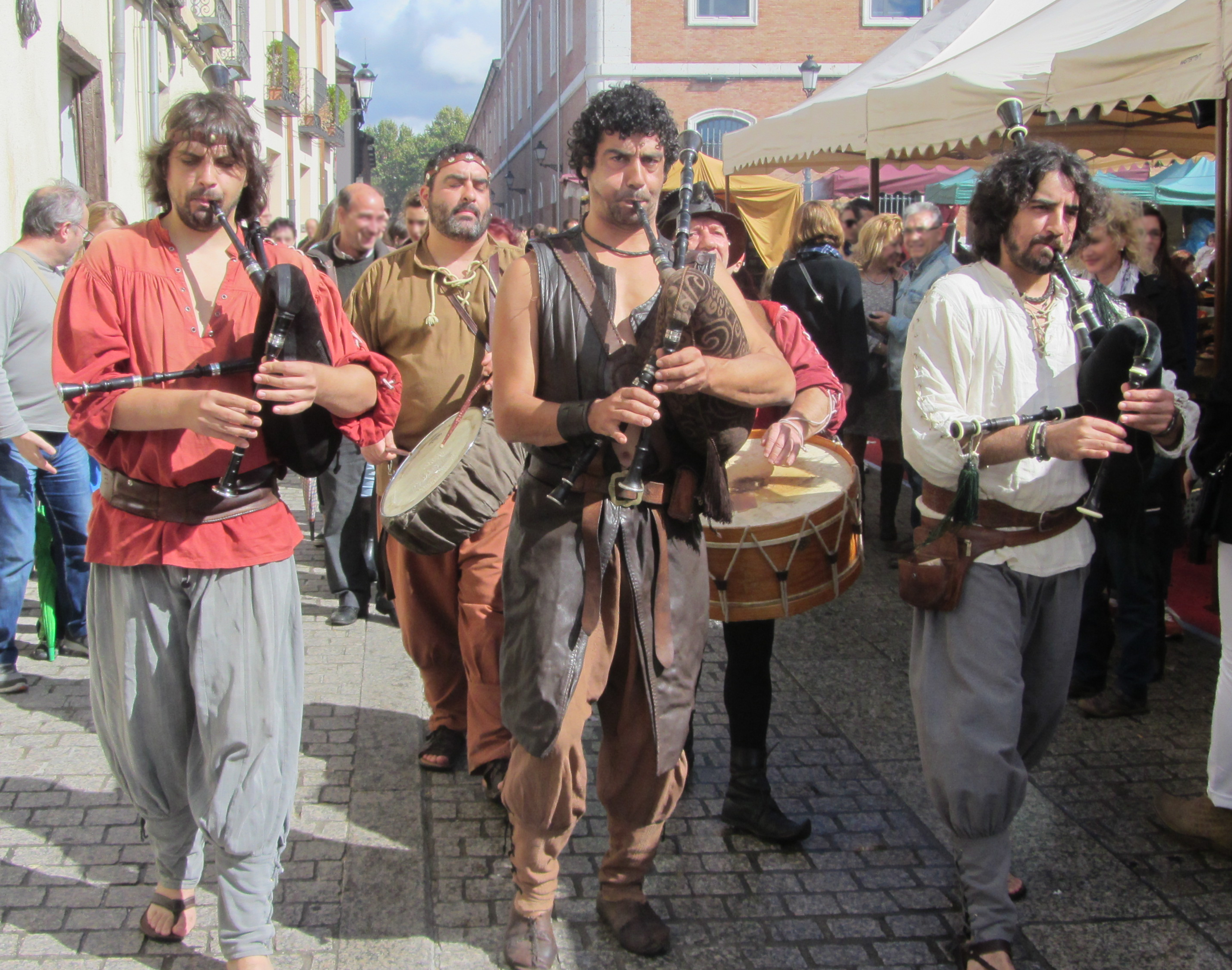
Mercadillo Cervantino en Alcalá de Henares.

La Semana Cervantina es una fiesta que se celebra en varias ciudades y municipios de España en honor a Miguel de Cervantes. En unos casos se celebra durante el mes de abril, coincidiendo con el aniversario del fallecimiento de Cervantes, el 22 de abril de 1616; mientras que en otros casos se celebra durante los meses de septiembre u octubre, coincidiendo con el aniversario de su nacimiento, el 29 de septiembre de 1547. Dentro de la Semana Cervantina se llevan a cabo diversos actos culturales, tales como: 
- Actos literarios, recitales poéticos y presentaciones de libros.
- Conciertos de música clásica y/o de música popular.
- Representaciones teatrales.
- Exposiciones de pintura.
- Jornadas gastronómicas.

Entre las Semanas Cervantinas de mayor difusión se encuentran las que se celebran en:
- Alcalá de Henares (Comunidad de Madrid). Declarada "Fiesta de Interés Turístico Regional" en 2002 y, en 2018, Fiesta de Interés Turístico Nacional.[1][2][3]
- Campo de Criptana (Ciudad Real).[4][5][6][7]
- Universidad de Castilla-La Mancha.[8]